# Zhongrong Jasper Tower
La Zhongrong Jasper Tower est un gratte-ciel de 220 mètres construit en 2008 à Shanghai en Chine.